# Markus Meier

Markus Meier (1997)

Markus Meier (* 16. Januar 1955 in Emmen, Luzern; † 17. April 2005 im Bezirk Winterthur, Kanton Zürich)  war Professor für Produktentwicklung an ETH Zürich und dort der Leiter des Zentrums für Produktentwicklung (ZPE). 

## Beruflicher Werdegang
Er war vorher technischer Leiter und Geschäftsführer (1989–1990) der Robitron AG in Schaffhausen und 1990–1996 Geschäftsführer der zur Soudronic-Gruppe gehörenden Soudronic Neftenbach AG.

## Forschung
Seine Forschung konzentrierte er auf den Prozess der Produktinnovation und arbeitete eng mit der Industrie zusammen, wobei er seine Schwerpunkte auf Visualisierung und digitale Produktpräsentation legte. Er erhielt Gastprofessuren in den USA und wurde bei einem Wettbewerb von 10 bekannten technischen Hochschulen für seinen projektorientierten Unterricht im Bereich „Innovations-Projekt“ mit dem Titel „successful best practice“ ausgezeichnet.
Meier verfügte über mehrere Patente, die er für Eigenentwicklungen im Bereich u. a. der CD-Fertigung und Blechschweißverfahren erhielt.